# Hercules X-1
Hercules X-1 (Her  X-1), também conhecido como 4U1656+35, é um binário de raio X com fonte moderadamente forte estudado primeiramente pelo satélite Uhuru. Ele é composto de uma estrela de nêutrons com acreção de uma estrela normal (HZ Her), provavelmente devido a Roche lobo transbordam.